# Raúl Gómez González
Raúl Gómez González (Capilla de Guadalupe, 17 de febrero de 1954) es un sacerdote y arzobispo católico mexicano. Es el arzobispo de Toluca. Fue el primer obispo de Tenancingo, entre 2009 a 2022.

## Biografía

### Primeros años y formación
Raúl nació el 17 de febrero de 1954, en Capilla de Guadalupe, del estado de Jalisco, México. Hijo de Andrés Gómez Barajas y de Luz María González González.
Realizó su formación primaria en su pueblo natal. Realizó su formación secundaria y preparatoria, en el Seminario Diocesano de Guadalajara; así como la etapa formativa del Curso Introductorio.
En septiembre de 1974, pasó al Seminario Diocesano de San Juan de los Lagos, donde realizó sus estudios de Filosofía y Teología.
En septiembre de 1985, fue enviado a Roma, donde realizó estudios en la Escuela de Música Sacra "Ludovico da Vittoria" y en la Academia Pontificia Alfonsiana, de la Pontificia Universidad Lateranense, obteniendo la Licenciatura en Teología Moral.

### Sacerdocio
Fue ordenado diácono el 7 de mayo de 1982, en la Catedral de San Juan de los Lagos, a manos del entonces obispo diocesano, José López Lara. Su ordenación sacerdotal fue el 23 de abril de 1983, en el mismo lugar, a manos del mismo obispo.
En esa misma circunscripción eclesiástica se incardinó.
Como sacerdote desempeñó los siguientes ministerios:
- Vicario parroquial de Ntra. Sra. de Guadalupe, en Sta. María del Valle (1983-1985).[4]
- Vicario parroquial de la Sagrada Familia, en Tepatitlán (1989-1995).
- Párroco de San Miguel Arcángel, en San Miguel el Alto (1995-2004).
- Párroco de San Juan Bautista, en San Juan de los Lagos (2004-2008).
- Profesor de Teología Moral, en el Seminario Mayor (1989-2008).
- Formado de Agentes de Pastoral, de Vicaría de Laicos y de Música Litúrgica (1989-2008).
- Miembro del Colegio de Consultores, del Consejo Presbiteral y del Consejo de Asuntos Económicos.[2]
- Vicario general de San Juan de los Lagos, entre junio de 2008 a septiembre de 2009.

## Episcopado

### Obispo de Tenancingo
El 26 de noviembre de 2009, el papa Benedicto XVI erigió la Diócesis de Tenancingo, de la que fue nombrado su primer obispo al mismo tiempo.
Fue consagrado el 25 de enero de 2010, en la Basílica Catedral de San Clemente, a manos del entonces Nuncio Apostólico en México, Christophe Pierre. Sus co-consagrantes fueron el por entonces Arzobispo Primado de México, Norberto Rivera Carrera y el por entonces Arzobispo de Monterrey, Francisco Robles Ortega.
En la CEM, fue elegido para la Comisión de la Universidad Pontificia de México (2012-2015). Fue miembro del Consejo Permanente, por la Provincia de México (2018-2019) y por la Provincia de Toluca (2019-2021). Fue responsable de la Dimensión Episcopal de Música Litúrgica (2018-2021).

### Arzobispo de Toluca
El 19 de marzo de 2022, el papa Francisco lo nombró arzobispo de Toluca. Tomó posesión canónica el 19 de mayo del mismo año, durante una ceremonia en la Catedral de Toluca.
En la CEM, es miembro del Consejo Permanente, por la Provincia de Toluca y responsable de la Dimensión Episcopal de Música Litúrgica, para el actual trienio (2021-2024).